# Trzęsienie ziemi na Cyprze (1222)
Trzęsienie ziemi na Cyprze 1222 roku – jedno z największych zjawisk sejsmicznych w historii Bliskiego Wschodu (magnituda szacunkowa: 7-7,5) i najsilniejszym trzęsieniem ziemi odczuwalnym na Cyprze od dwudziestu lat. Odnotowane, jako „silne” i niszczące „dla całej wyspy” (za Panisem, Scribą, 1280; Scholasticusem, 1450). W zachodnim porcie Pafos spowodowało tysiące ofiar śmiertelnych i całkowite zniszczenie zabudowy.

## Pafos przed trzęsieniem ziemi
Odwiedzając port na dziesięć lat przed trzęsieniem ziemi, Wilbrand von Oldenburg, biskup Paderborn i Utrechtu opisał je, jako niewielkie miasto, położone w granicach starożytnego, rzymskiego Pafos. Wkrótce po jego wizycie na kopcu u wejścia do portu zbudowano twierdzę Saranda Kolones, której załoga miała pełnić rolę strażników, broniących dostępu do portu ze strony wroga.

## Trzęsienie ziemi
Trzęsienie ziemi wystąpiło rankiem, kwadrans po godzinie szóstej czasu uniwersalnego, 11 maja 1222 roku i objęło zachodnią część Rowu Cypryjskiego – obszar południowo-zachodniego wybrzeża wyspy. Czas dotarcia do portu Pafos fal tsunami (według Scholasticusa i Scriby: „...morze opuściło swoje miejsca i cofnęło się ku otwartemu morzu...” jeszcze podczas wstrząsu) pozwolił oszacować miejsce epicentrum zjawiska na południowo-zachodnie wybrzeża kraju. Przemieszczenia skał objęły pięćdziesięciokilometrowy odcinek uskoku ze średnim przesunięciem: 3 m; głębokość ogniska wstrząsu oszacowano na 15 km (Yolsal i in., 2007). Maksymalną intensywność drgań na lądzie oszacowano na IX stopień w skali Mercallego. Trzęsienie było silnie odczuwalne także w głębi lądu – m.in. w Nikozji, gdzie również dokonało wielu strat.
Ważnym geologicznym skutkiem wstrząsu było podźwignięcie wybrzeża w regionie Pafos, co przełożyło się na całkowitą niezdatność ówczesnego portu do użytku; podobnie: w samym mieście wyschły wszystkie ujęcia wody. Z tego samego powodu swoje przeznaczenie stracił Saranda Kolones; twierdza nigdy nie została odbudowana.

## Zniszczenia
Miasto Pafos uległo całkowitemu zniszczeniu – łącznie ze wspomnianą, bizantyjską twierdzą. Według zapisów kronikarskich oba żywioły pochłonęły tam życie większości mieszkańców. W jednym ze źródeł (Coggeshall, 1729) wspomniany został fakt zawalenia się należącego do franciszkanów kościoła w mieście, w trakcie odbywającej się tam mszy. Pod gruzami zginąć mieli wszyscy zgromadzeni, łącznie z odprawiającym obrzęd biskupem.

## Tsunami
W port Pafos, w niecałą minutę po wstrząsie, uderzyła seria fal tsunami o wysokości do 1,9 m na wybrzeżu (ok. metra na wodach szelfowych), poprzedzonych charakterystycznym dla tego zjawiska cofnięciem się wód w dokach. Tsunami miało charakter lokalny – na przylądku Akamas, na północnym zachodzie wyspy, fale osiągały wysokość maksymalnie trzydziestu centymetrów. Tsunami odnotowano także na egipskich i libijskich wybrzeżach. Do portu w Aleksandrii, zgodnie z modelami sejsmicznymi, fale dotarły po siedemdziesięciu jeden minutach i osiągnęły na wybrzeżu maksymalnie 82 cm wysokości.